# Episodi di Chicago P.D. (quinta stagione)
La quinta stagione della serie televisiva Chicago P.D. è stata trasmessa sul canale statunitense NBC dal 27 settembre 2017 al 9 maggio 2018.
In Italia la stagione è andata in onda su Premium Crime, canale a pagamento della piattaforma Mediaset Premium, dal 6 febbraio al 7 agosto 2018. Invece in chiaro è andata in onda su Italia 1 dal 4 luglio al 22 agosto 2019.
| nº | Titolo originale       | Titolo italiano      | Prima TV USA      | Prima TV Italia  |
| -- | ---------------------- | -------------------- | ----------------- | ---------------- |
| 1  | Reform                 | Il revisore          | 27 settembre 2017 | 6 febbraio 2018  |
| 2  | The Thing About Heroes | Eroi                 | 4 ottobre 2017    | 13 febbraio 2018 |
| 3  | Promise                | La promessa          | 11 ottobre 2017   | 20 febbraio 2018 |
| 4  | Snitch                 | La spia              | 18 ottobre 2017   | 27 febbraio 2018 |
| 5  | Home                   | A casa               | 25 ottobre 2017   | 6 marzo 2018     |
| 6  | Fallen                 | La caduta            | 8 novembre 2017   | 13 marzo 2018    |
| 7  | Care Under Fire        | Nel mirino           | 15 novembre 2017  | 20 marzo 2018    |
| 8  | Politics               | Politica             | 29 novembre 2017  | 27 marzo 2018    |
| 9  | Monster                | Il mostro            | 6 dicembre 2017   | 3 aprile 2018    |
| 10 | Rabbit Hole            | La tana del coniglio | 3 gennaio 2018    | 10 aprile 2018   |
| 11 | Confidential           | Senza scrupoli       | 10 gennaio 2018   | 17 aprile 2018   |
| 12 | Captive                | Il rapimento         | 17 gennaio 2018   | 24 aprile 2018   |
| 13 | Chasing Monsters       | Caccia al mostro     | 31 gennaio 2018   | 5 giugno 2018    |
| 14 | Anthem                 | L'inno               | 7 febbraio 2018   | 12 giugno 2018   |
| 15 | Sisterhood             | Donne                | 28 febbraio 2018  | 19 giugno 2018   |
| 16 | Profiles               | Profili              | 7 marzo 2018      | 1º giugno 2018   |
| 17 | Breaking Point         | Punto di rottura     | 14 marzo 2018     | 3 luglio 2018    |
| 18 | Ghosts                 | Fantasmi             | 21 marzo 2018     | 10 luglio 2018   |
| 19 | Payback                | La vendetta          | 11 aprile 2018    | 17 luglio 2018   |
| 20 | Saved                  | Hannah               | 18 aprile 2018    | 24 luglio 2018   |
| 21 | Allegiance             | Lealtà               | 2 maggio 2018     | 31 luglio 2018   |
| 22 | Homecoming             | Ritorno a casa       | 9 maggio 2018     | 7 agosto 2018    |

## Il revisore
- Titolo originale: Reform
- Diretto da: Eriq La Salle
- Scritto da: Rick Eid e Michael S. Chernuchin (non accreditato)

### Trama
Dopo la partenza definitiva di Lindsay, Halstead si trova a dover lavorare con la sua nuova partner Hailey Upton, invece Burgess torna dal congedo più forte di prima. L'Intelligence si trova ad indagare su una guerra tra gang che porta alla morte accidentale di una donna e di una bambina, ma la scientifica scopre che la pallottola estratta dal corpo della bambina proviene dalla pistola di Halstead, che diviene il primo sospettato. Voight chiede aiuto a Dawson e più tardi gli chiede se vuole tornare a tempo pieno nell'Intelligence.

## Eroi
- Titolo originale: The Thing About Heroes
- Diretto da: Rohn Schimdt e Constantine Makris (non accreditato)
- Scritto da: John Dove

### Trama
L'Intelligence si unisce all'FBI dopo che una bomba esplode durante un festival di strada annuale a Chicago. Il caso diventa personale per Burgess quando il suo ex partner Frank Toma che lei ha aiutato ad addestrarsi scompare dopo l'esplosione e le prove lo collegano alla bomba che monta un gruppo terroristico, però Toma si uccide davanti agli occhi di Burgess. Nel disperato tentativo di provare l'innocenza di Toma, Burgess si oppone a Voight per indagare più a fondo con l'aiuto di Dawson e i due scoprono che Toma stava lavorando sotto copertura per sgominare un gruppo terroristico.

## La promessa
- Titolo originale: The Promise
- Diretto da: John Whitesell
- Scritto da: Timothy J. Sexton e William N. Fordes (non accreditato)

### Trama
L'Intelligence indaga con il ritornato Dawson sull'omicidio di un'immigrata latina che è stata sospettata di essere un mulo della droga. In seguito Dawson inizia a colpire blocchi stradali quando ha difficoltà a trovare dei testimoni. Si scopre che è opera di un serial killer razzista a causa del suo odio per gli immigrati. Dopo che il criminale viene arrestato Voight si rende conto che il bambino che ha visto in volto il killer potrebbe fare confusione non ricordando bene il volto dell'uomo e che se identificasse la persona sbagliata perderebbero l'unica possibilità che hanno così suggerisce ad Antonio di dire al piccolo di indicare l'uomo una volta che lo vedrà ma Antonio per orgoglio rifiuta e al momento dell'identificazione il bambino sbaglia e di conseguenza l'uomo viene rilasciato. Voight furibondo con Antonio poiché si sono giocati la loro unica possibilità di incriminare il serial killer rimprovera aspramente Antonio per l'errore commesso. Voight non avendo altre opzioni decide di ricorrere all'unico modo rimasto per fermare il serial killer per impedire che uccida ancora. Voight rivela l'identità del criminale al fratello di una delle vittime dell'assassino in modo che uccida il criminale per rappresaglia esentandosi da ogni responsabilità di ciò che accadrà. Il giorno dopo il serial killer viene ritrovato morto. Antonio dopo aver scoperto ciò capisce che Voight ha fatto in modo che potesse succedere e lo affronta nel suo ufficio dove rimprovera il suo capo per l'accaduto ma Voight gli rinfaccia che se Antonio lo avesse ascoltato quando gli aveva detto di fare quello che gli aveva detto questo non sarebbe accaduto facendogli capire che a volte bisogna fare il tutto e di più per fermare criminali pericolosi per evitare che facciano nuovamente del male.

## La spia
- Titolo originale: Snitch
- Diretto da: Terry Miller e Gloria Muzio (non accreditato)
- Scritto da: Rick Eid, Gavin Harris e Richard Sweren (non accreditato)

### Trama
L'Intelligence indaga su due omicidi che hanno un legame personale con Atwater poiché si sospetta che Jordan, suo fratello minore sia coinvolto. Inoltre, Voight sospetta che Dawson sia la talpa di Woods.

## A casa
- Titolo originale: Home
- Diretto da: Eriq La Salle
- Scritto da: Sharon Lee Watson

### Trama
Quando l'Intelligence fa irruzione in un laboratorio gestito da uno spacciatore, Voight scopre un capanno nel quale sono rinchiusi tre bambini, due morti e uno vivo. Emerge un traffico di bambini adottati in paesi stranieri, abbandonati e poi venduti online. Scoperto il trafficante Voight con uno stratagemma fingendosi un acquirente riesce a vincere l'asta e stanare il trafficante e arrestarlo insieme ai suoi clienti pedofili che avevano partecipato alle ulteriori aste. Voight avendo scoperto inoltre che il criminale aveva venduto altri bambini ad altri pedofili gli ordina di dirgli dove sono i restanti bambini e consegnargli i suoi clienti ma il criminale rifiuta e Voight furibondo con il trafficante per il male che ha fatto ai bambini che ha rapito e venduto lo pesta a sangue e arriva quasi a sparargli ma Antonio lo convince a non farlo in quanto non potrebbero trovare il resto dei bambini rapiti se il criminale muore. Voight decide di non ucciderlo e una volta arrestato il trafficante lo chiude con lui nella sala interrogatori e quando l'uomo tenta di negoziare un accordo per tutta risposta Voight gli dice che l'unico accordo che avrà sarà la sopravvivenza in carcere. Quando l'uomo domanda cosa voglia dire Voight lo avverte delle conseguenze che lo attendono in galera spiegandogli che i detenuti hanno un codice d'onore e che se scoprono che qualcuno ha osato fare del male a dei bambini come ha fatto lui verrebbe non solo picchiato ma verrebbe stuprato e torturato e infine ucciso. Voight gli dice che se vuole scampare a tale destino deve dirgli dove sono i bambini restanti e dargli inoltre la lista dei suoi clienti pedofili se vuole essere protetto e sopravvivere in carcere altrimenti i detenuti in carcere una volta saputo cosa ha fatto non esiteranno un secondo a farlo a pezzi nei modi peggiori. Terrorizzato dal fare quella terribile fine il criminale cede e rivela l'ubicazione dei bimbi rapiti insieme alla lista dei suoi clienti permettendo così alla squadra di arrestare il resto dei pedofili e salvare i bimbi scomparsi. Voight essendo disgustato dai crimini efferati compiuti dal trafficante decide di far finire ugualmente il criminale tra i detenuti comuni condannandolo così a morte. Atwater decide di far allontanare Jordan e Vinessa da Chicago per un periodo.

## La caduta
- Titolo originale: Fallen
- Diretto da: Nick Gomez e Constantine Makris (non accreditato)
- Scritto da: Gavin Harris

### Trama
L'Intelligence indaga su un omicidio multiplo e Upton si trova a dover lavorare con un collega della Rapine-Omicidi. Ma, quest'ultimo viene trovato morto e il caso prende una svolta drammatica. Frattanto Ruzek comincia ad essere ricattato da Woods, per incastrare Voight.

## Nel mirino
- Titolo originale: Care Under Fire
- Diretto da: Lily Mariye
- Scritto da: Gwen Sigan

### Trama
Halstead viene chiamato per un possibile rapimento in un'università, però trova il cadavere di un'insegnante che lavorava nell'università e il resto della squadra scopre che la vittima si stava occupando di un bambino che è stato rapito. Così Halstead lavora sotto copertura per ritrovare il bambino.

## Politica
- Titolo originale: Politics
- Diretto da: Mark Tinker
- Scritto da: Kinah Cooper

### Trama
L'Intelligence indaga sull'omicidio di una giovane che proveniva dall'Europa dell'Est trovata morta nella camera d'albergo, insieme al cosciente deputato amico di Voight. Voight pensa che l'amico sia stato incastrato e sospetta che dietro ci sia la mafia di Odessa. Nel frattempo, Burgess coinvolge il suo nuovo compagno, che è un vice-procuratore federale, in un'indagine che c'entra qualcosa con l'omicidio.

## Il mostro
- Titolo originale: Monster
- Diretto da: Valerie Weiss e Richard Dobbs (non accreditato)
- Scritto da: Timothy J. Sexton

### Trama
L'Intelligence indaga su una serie di overdose da ossicodone, tra cui la morte della figlia di un rispettato giudice di Chicago e amico di Voight. 
Ruzek continua a essere ricattato da Woods per trovare qualcosa che possa togliere di mezzo Voight.

## La tana del coniglio
- Titolo originale: Rabbit Hole
- Diretto da: Carl Seaton
- Scritto da: Rick Eid, Gwen Sigan e René Balcer (non accreditato)

### Trama
La relazione tra Halstead e Camila Vega prende una svolta drammatica quando involontariamente si trova nel mezzo di un omicidio di un agente della DEA sotto copertura. Successivamente Camila è una persona d'interesse e quest'ultima crede che Halstead sia uno sbirro. Nel frattempo, Voight scopre che Ruzek è la talpa di Woods, ma con sorpresa di Ruzek, lavora con lui per incastrare Woods una volta per tutte.

## Senza scrupoli
- Titolo originale: Confidential
- Diretto da: Mark Tinker
- Scritto da: Rick Eid e Sharon Lee Watson

### Trama
Voight limita Halstead e gli ordina di andare da una psicologa. Intanto un informatore confidenziale di Burgess le rivela che c'è un omicidio, infatti una ragazza viene trovata morta. Le indagini sono quasi a un punto morto quando l'informatrice di Burgess viene uccisa.

## Il rapimento
- Titolo originale: Captive
- Diretto da: Eriq La Salle e Constantine Makris (non accreditato)
- Scritto da: Gavin Garris

### Trama
Atwater viene rapito mentre stava per incontrare un ex criminale ed è costretto a prendere una decisione impossibile. Nel frattempo il resto della squadra inizia a rintracciare la posizione di Atwater.

## Caccia al mostro
- Titolo originale: Chasing Monsters
- Diretto da: Terry Miller
- Scritto da: John Dove e Michael S. Chernuchin (non accreditato)

### Trama
L'Intelligence lavora con la detective Marcela Gomez, per mettere fine ad una banda sanguinaria che uccide senza pietà delle persone con un machete. Tuttavia, Burgess crede che la Gomez stia nascondendo un segreto, infatti scopre che suo figlio è stato ucciso perché aveva visto troppo, e la Gomez è a Chicago per uccidere l'assassino del figlio. Nel frattempo, viene trovato un cadavere sepolto e Woods crede che sia stato Voight, infatti Woods scopre che il cadavere è dell'assassino del figlio di Voight.

## L'inno
- Titolo originale: Anthem
- Diretto da: John Hyams
- Scritto da: Timothy J. Sexton

### Trama
Voight e Woods mettono da parte le loro divergenze , quando un adolescente nero viene ucciso nel parcheggio durante una manifestazione contro la polizia dopo essersi inginocchiato per protesta. Le cose si complicano quando la figlia di Woods, Brianna, è coinvolta insieme al suo ragazzo.

## Donne
- Titolo originale: Sisterhood
- Diretto da: Rohn Schmdt
- Scritto da: Rick Eid e Katherine Visconti

### Trama
L'Intelligence indaga sull'omicidio di una ballerina, però Burgess si trova a dover lavorare con un detective della Omicidi. Poco dopo, i responsabili dell'omicidio vengono trovati uccisi con delle parti intime recise, e l'Intelligence crede che sia stata ad opera di una donna.

## Profili (Prima Parte)
- Titolo originale: Profilies (Part One)
- Diretto da: Eriq La Salle
- Scritto da: Gwen Sigan

### Trama
Un'esplosione in uno studio televisivo mentre la Platt è ospite in una trasmissione viene trasmessa in diretta, con due giornaliste morte. L'Intelligence scopre che qualcuno sta prendendo di mira i giornalisti. Voight si reca dalla Squadra 51 per chiedere aiuto. Nel frattempo, Dawson scopre che sua figlia Eva ha due account sui social media e ha mentito.
- Questo episodio è la prima parte del crossover con Chicago Fire, che si concluderà con l'episodio Nascondigli (6x13).

## Punto di rottura
- Titolo originale: Breaking Point
- Diretto da: Terry Miller
- Scritto da: Sharon Lee Watson

### Trama
L'Intelligence indaga sull'omicidio di un assessore e di suo figlio, ma sospettano che il suo quartiere sia stato corrotto. Nel frattempo, Olinsky riceve un ultimatum da Woods dopo essere stato accusato di crimine quando il suo DNA è stato trovato nel suo corpo. Voight capisce che Woods non intende prendere di mira solo Alvin ma anche Erin pur di usarli per farlo arrestare. Infatti ognuno di loro ha un punto debole per Voight il suo punto debole è Erin mentre quello di Alvin è Voight stesso.

## Fantasmi
- Titolo originale: Ghosts
- Diretto da: Nick Gomez
- Scritto da: Gavin Harris

### Trama
L'Intelligence indaga su un criminale, vecchia conoscenza di Upton, che è costretta a rivisitare la sua identità sotto copertura per sgominare un traffico di metanfetamina. Nel frattempo, Voight decide di aiutare Olinsky.

## La vendetta
- Titolo originale: Payback
- Diretto da: Nicole Rubio
- Scritto da: John Dove e Timothy J. Sexton

### Trama
L'Intelligence indaga su alcune rapine sanguinose avvenuta nelle case che conducono ad una di loro. Nel frattempo, Voight scopre che Woods si è procurato un testimone per far accusare Alvin della morte di Bingham e decide di investigare su ciò. Voight scopre che è tutto un complotto e che il testimone è un ex drogato di nome Ruben che Woods ha ingaggiato per fargli dire il falso in cambio di pagargli la riabilitazione e di farlo riunire con la sua famiglia. Voight capisce per certo che l'uomo si droga ancora ma senza prove è impossibilitato a perquisire la casa o l'auto di Ruben e dopo averlo riferito ad Alvin questi gli dice che  avrebbero improvvisato per risolvere la situazione. Dopo che la squadra ha risolto il caso Alvin decide di agire per impedire a Ruben di accusarlo falsamente e mettere di conseguenza Voight in pericolo quindi per proteggere se stesso e il suo amico piazza della droga nella macchina di Ruben e chiama i suoi amici della narcotici per farlo arrestare. Gli amici di Alvin della narcotici trovano la droga messa da Alvin e di conseguenza perquisiscono la casa e l'auto trovando un grosso quantitativo di droga che l'uomo usa per drogarsi di conseguenza Ruben viene arrestato con grande soddisfazione di Alvin che osserva da lontano dalla sua auto. Alvin riunitosi con Voight nel loro locale dopo aver parlato dell'accaduto ritengono di essere ormai al sicuro.

## Hannah
- Titolo originale: Saved
- Diretto da: Paul McCrane e Constantine Makris (non accreditato)
- Scritto da: Gwen Sigan

### Trama
Voight riceve all'improvviso la visita di Alvin che gli rivela che Ruben è stato fatto uscire da Woods grazie alle sue pressioni sugli affari interni perché dica le falsità che vuole per incastrare Alvin, Voight è testimone di un rapimento di una ragazza, sua vecchia conoscenza che potrebbe aiutare a trovare i responsabili di diverse rapine in banca. Nel frattempo, Ruzek scopre che stanno selezionando una giuria per il processo ad Olinsky.

## Lealtà
- Titolo originale: Allegiance
- Diretto da: Carl Seaton
- Scritto da: Rick Eid e Timothy J. Sexton

### Trama
Voight vuole sperare che Olinsky esca su cauzione dopo essere stato arrestato per omicidio. Per assicurarsi che Alvin possa uscire su cauzione Voight chiede a un giudice suo amico di presenziare al processo e concedere ad Alvin la cauzione in modo da poter prendere tempo e trovare un modo per dimostrare che le accuse rivolte ad Alvin sono false in quanto fatte da un drogato ingaggiato da Woods per dichiarare il falso. Nel frattempo, Halstead e Atwater vanno sotto copertura per impedire che la produzione delle armi militari di alto livello colpisca nelle strade. Il giorno dell'udienza il giudice del processo non è quello che Voight aveva chiesto e la cauzione viene negata ad Olinsky e Voight scopre che Woods ha ricattato il giudice per metterne un altro al suo posto in modo da far restare Alvin in prigione senza che potesse avere possibilità di uscire di galera, la moglie di Alvin lo prega di non assumersi la responsabilità per un crimine che non ha fatto, ma Alvin non intende voltare le spalle a Voight rinnegando definitivamente la moglie egoista preferendo restare fedele al suo amico. Quest'ultimo, capito che Alvin non ha modo di uscire senza essere scagionato, incontra Woods per affrontarlo e ordinargli di far rilasciare Alvin. In prigione Alvin viene pugnalato da un detenuto e rimane in condizioni gravi.

## Ritorno a casa
- Titolo originale: Homecoming
- Diretto da: Eriq La Salle
- Scritto da: Rick Eid e Timothy J. Sexton

### Trama
L'Intelligence piange per la perdita di Olinsky, morto in ospedale durante un intervento dopo essere stato accoltellato in prigione. Voight e la sua squadra cercano di trovare il responsabile, nonché il mandante dell'omicidio di Olinsky. Nel frattempo, Woods cerca di sconfiggere Voight una volta per tutte e il procuratore gli rivela che una donna potrebbe testimoniare contro Voight per l'omicidio di Bingham. Voight e la sua squadra riescono a trovare il detenuto che ha ucciso Alvin, ma dopo che Voight lo ha malmenato per farlo parlare, si scopre che l'uomo era solo un sicario ingaggiato in prigione da un trafficante di droga (vecchio nemico di Alvin) che voleva vendicarsi di Alvin, quando anni prima il fratello del criminale fu arrestato da Alvin e dalla DEA per traffico d'armi e ucciso in prigione prima che potesse parlare contro il fratello. Burgess, furiosa per la morte del suo partner, malmena la moglie del trafficante mentre Upton la minaccia di denunciare la presenza della madre della donna all'immigrazione se non avesse rivelato dove fosse il marito, in procinto di fuggire dalla città. Rintracciato il trafficante, Voight lo uccide sul tetto di un magazzino vendicando Alvin. Woods viene arrestato per corruzione, dopo che aveva cercato di creare una falsa testimonianza contro Voight, grazie a un piano messo in atto da Voight e dal procuratore (che stimava Olinsky) che si erano stufati della crudeltà di Woods in quanto era stata colpa sua se Alvin era morto.
- Questo episodio è l'ultimo per Elias Koteas, nel ruolo del detective Alvin Olinsky.